# Bandy-Weltmeisterschaft
Herren-Weltmeisterschaften im Bandy werden seit 1957 vom Weltverband FIB ausgetragen.
Nachdem die zweite Weltmeisterschaft in Bandy vier Jahre nach der ersten stattgefunden hatte, wurde ab 1961 die Weltmeisterschaft alle zwei Jahre ausgespielt. Seit 2003 findet jedes Jahr eine Weltmeisterschaft statt.
Aufgrund steigender Teilnehmerzahlen wird seit 1991 auch eine B-Gruppe ausgespielt, 2012 auch erstmals eine C-Gruppe. 2013 wurde wieder im Modus mit einer A- und einer B-Weltmeisterschaft gespielt. 2014 wurden jeweils eine ranghöhere A-Gruppe sowie eine B-Gruppe sowohl bei der A- als auch bei der B-Weltmeisterschaft gespielt. Mit 17 teilnehmenden Nationen wurde ein neuer Rekord aufgestellt.
Aufgrund der COVID-19-Pandemie wurden die Titelkämpfe 2020 verschoben. Der Beginn ist für den 11. Oktober 2021 vorgesehen.

## Teilnehmende Nationen
1957 nahmen lediglich drei Länder bei der Premiere im finnischen Helsinki teil. FIB-Gründungsmitglied Norwegen boykottierte das Turnier aufgrund der Einmischung der Sowjetunion bei den Aufständen in Ungarn 1956. Ein weiteres Mal boykottierte Norwegen das Turnier 1969 aufgrund der Niederschlagung des Prager Frühlings. Die Ukraine boykottierte 2015 wegen der russischen Annektierung der Krim.
Seit 1985 nehmen die Vereinigten Staaten am Turnier teil. Ab 1991 haben verschiedenste Nationen am Turnier teilgenommen, darunter auch Kasachstan, das seit 2003 fünf Bronzemedaillen gewann.
| Nation             | Anmerkung                             |
| ------------------ | ------------------------------------- |
| Sowjetunion        | 1957–1991                             |
| Schweden           | seit 1957                             |
| Finnland           | seit 1957                             |
| Norwegen           | seit 1961 (Boykott 1957 und 1969)     |
| Vereinigte Staaten | seit 1985                             |
| Kanada             | 1991–1997, 2004–2006, 2008–2014, 2017 |
| Ungarn             | 1991–1997, seit 2004                  |
| Niederlande        | 1991–1993, 1997, seit 2003            |
| Russland           | seit 1993                             |
| Kasachstan         | seit 1995                             |
| Weißrussland       | 2001–2009, 2011–2017                  |
| Estland            | 2003–2009, seit 2012                  |
| Mongolei           | 2006–2010, seit 2014                  |
| Lettland           | 2007–2016                             |
| Japan              | seit 2012                             |
| Kirgistan          | 2012                                  |
| Ukraine            | seit 2013 (Boykott 2015)              |
| Deutschland        | seit 2014                             |
| Somalia            | seit 2014                             |
| China              | seit 2015                             |
| Tschechien         | 2016–2017                             |
| Slowakei           | seit 2018                             |

## Austragungen & Medaillengewinner
| Jahr | Austragungsort | Gold        | Silber      | Bronze      |
| ---- | --- | ----------- | ----------- | ----------- |
| 1957 | Finnland Helsinki | Sowjetunion | Finnland    | Schweden    |
| 1961 | Norwegen Oslo, Drammen, Porsgrunn, Stabekk, Mjøndalen                                                                                         | Sowjetunion | Schweden    | Finnland    |
| 1963 | Schweden Nässjö, Karlstad, Katrineholm, Uppsala, Västerås, Stockholm                                                                          | Sowjetunion | Finnland    | Schweden    |
| 1965 | Sowjetunion Archangelsk, Iwanowo, Kursk, Moskau, Swerdlowsk                                                                                   | Sowjetunion | Norwegen    | Schweden    |
| 1967 | Finnland Helsinki, Mikkeli, Oulu, Varkaus, Lappeenranta                                                                                       | Sowjetunion | Finnland    | Schweden    |
| 1969 | Schweden Katrineholm, Lidköping, Nässjö, Uppsala, Vänersborg, Örebro                                                                          | Sowjetunion | Schweden    | Finnland    |
| 1971 | Schweden Eskilstuna, Göteborg, Katrineholm, Lidköping, Motala, Oxelösund, Skövde, Stockholm, Uppsala, Vänersborg, Västerås, Örebro            | Sowjetunion | Schweden    | Finnland    |
| 1973 | Sowjetunion Krasnogorsk, Moskau | Sowjetunion | Schweden    | Finnland    |
| 1975 | Finnland Espoo, Imatra, Kemi, Lappeenranta, Mikkeli, Tornio, Oulu, Varkaus                                                                    | Sowjetunion | Schweden    | Finnland    |
| 1977 | Norwegen Drammen, Mjøndalen, Oslo, Stabekk | Sowjetunion | Schweden    | Finnland    |
| 1979 | Schweden Eskilstuna, Göteborg, Katrineholm, Kungälv, Köping, Stockholm, Trollhättan                                                           | Sowjetunion | Schweden    | Finnland    |
| 1981 | Sowjetunion Chabarowsk | Schweden    | Sowjetunion | Finnland    |
| 1983 | Finnland Helsinki, Porvoo | Schweden    | Sowjetunion | Finnland    |
| 1985 | Norwegen Drammen, Mjøndalen, Oslo, Røa, Solbergelva, Ullern                                                                                   | Sowjetunion | Schweden    | Finnland    |
| 1987 | Schweden Göteborg, Katrineholm, Kungälv, Köping, Lidköping, Motala, Skövde, Stockholm, Trollhättan, Vänersborg, Örebro                        | Schweden    | Finnland    | Sowjetunion |
| 1989 | Sowjetunion Krasnogorsk, Moskau | Sowjetunion | Finnland    | Schweden    |
| 1991 | Finnland Helsinki, Porvoo | Sowjetunion | Schweden    | Finnland    |
| 1993 | Norwegen Hamar | Schweden    | Russland    | Norwegen    |
| 1995 | Vereinigte Staaten Roseville | Schweden    | Russland    | Finnland    |
| 1997 | Schweden Fagersta, Grängesberg, Katrineholm, Köping, Otterbäcken, Sandviken, Skövde, Slottsbron, Stockholm, Trollhättan, Vänersborg, Västerås | Schweden    | Russland    | Finnland    |
| 1999 | Russland Archangelsk | Russland    | Finnland    | Schweden    |
| 2001 | Schweden & Finnland Haparanda, Oulu | Russland    | Schweden    | Finnland    |
| 2003 | Russland Archangelsk | Schweden    | Russland    | Kasachstan  |
| 2004 | Schweden Grängesberg, Sandviken, Stockholm, Uppsala, Västerås (nur A-WM)                                                                      | Finnland    | Schweden    | Russland    |
| 2005 | Russland Kasan | Schweden    | Russland    | Kasachstan  |
| 2006 | Schweden Eskilstuna, Gustavsberg, Katrineholm, Linköping, Oxelösund, Stockholm, Västerås                                                      | Russland    | Schweden    | Finnland    |
| 2007 | Russland Kemerowo | Russland    | Schweden    | Finnland    |
| 2008 | Russland Moskau | Russland    | Schweden    | Finnland    |
| 2009 | Schweden Eskilstuna, Solna, Stockholm, Uppsala, Västerås                                                                                      | Schweden    | Russland    | Finnland    |
| 2010 | Russland Moskau | Schweden    | Russland    | Finnland    |
| 2011 | Russland Kasan | Russland    | Finnland    | Schweden    |
| 2012 | Kasachstan Almaty | Schweden    | Russland    | Kasachstan  |
| 2013 | Schweden & Norwegen Vänersborg, Trollhättan, Göteborg, Oslo                                                                                   | Russland    | Schweden    | Kasachstan  |
| 2014 | Russland Irkutsk, Schelechow | Russland    | Schweden    | Kasachstan  |
| 2015 | Russland Chabarowsk | Russland    | Schweden    | Kasachstan  |
| 2016 | Russland Uljanowsk, Dimitrowgrad | Russland    | Finnland    | Schweden    |
| 2017 | Schweden Sandwiken, Trollhättan | Schweden    | Russland    | Finnland    |
| 2018 | Russland & Volksrepublik China Chabarowsk, Harbin                                                                                             | Russland    | Schweden    | Finnland    |
| 2019 | Schweden Vänersborg | Russland    | Schweden    | Finnland    |
| 2023 | Schweden Växjö | Schweden    | Finnland    |             |

## Statistik und Torschützenkönige
| Jahr | Austragungsort | Nationen       | Spiele       | Tore/Spiel | Torschützenkönig/e                                      |
| ---- | --- | -------------- | ------------ | ---------- | ------------------------------------------------------- |
| 1957 | Finnland Helsinki | 3              | 3            | 6,00       | 3 Tore: Alpo Aho Walentin Atamanitschew Jewgeni Papugin |
| 1961 | Norwegen Oslo, Drammen, Porsgrunn, Stabekk, Mjøndalen                                                                                         | 4              | 6            | 5,50       | 3 Tore: Waleri Maslow Mihail Osinzew                    |
| 1963 | Schweden Nässjö, Karlstad, Katrineholm, Uppsala, Västerås, Stockholm                                                                          | 4              | 6            | 6,83       | 5 Tore: Walentin Atamanitschew Jewgeni Papugin          |
| 1965 | Sowjetunion Archangelsk, Iwanowo, Kursk, Moskau, Swerdlowsk                                                                                   | 4              | 6            | 3,83       | 5 Tore: Nikolai Durakow                                 |
| 1967 | Finnland Helsinki, Mikkeli, Oulu, Varkaus, Lappeenranta                                                                                       | 4              | 6            | 4,00       | 4 Tore: Seppo Rounaja                                   |
| 1969 | Schweden Katrineholm, Lidköping, Nässjö, Uppsala, Vänersborg, Örebro                                                                          | 3              | 6            | 6,66       | 5 Tore: Anatoli Frolow                                  |
| 1971 | Schweden Eskilstuna, Göteborg, Katrineholm, Lidköping, Motala, Oxelösund, Skövde, Stockholm, Uppsala, Vänersborg, Västerås, Örebro            | 4              | 12           | 5,66       | 6 Tore: Kalevi Pirkola                                  |
| 1973 | Sowjetunion Krasnogorsk, Moskau | 4              | 12           | 6,16       | 12 Tore: Anatoli Frolow                                 |
| 1975 | Finnland Espoo, Imatra, Kemi, Lappeenranta, Mikkeli, Tornio, Oulu, Varkaus                                                                    | 4              | 12           | 7,83       |                                                         |
| 1977 | Norwegen Drammen, Mjøndalen, Oslo, Stabekk | 4              | 12           | 6,91       |                                                         |
| 1979 | Schweden Eskilstuna, Göteborg, Katrineholm, Kungälv, Köping, Stockholm, Trollhättan                                                           | 4              | 12           | 8,00       |                                                         |
| 1981 | Sowjetunion Chabarowsk | 4              | 12           | 7,50       |                                                         |
| 1983 | Finnland Helsinki, Porvoo | 4              | 8            | 8,00       |                                                         |
| 1985 | Norwegen Drammen, Mjøndalen, Oslo, Røa, Solbergelva, Ullern                                                                                   | 5              | 12           | 7,58       |                                                         |
| 1987 | Schweden Göteborg, Katrineholm, Kungälv, Köping, Lidköping, Motala, Skövde, Stockholm, Trollhättan, Vänersborg, Örebro                        | 5              | 12           | 10,25      |                                                         |
| 1989 | Sowjetunion Krasnogorsk, Moskau | 5              | 12           | 9,41       |                                                         |
| 1991 | Finnland Helsinki, Porvoo | 8 (4 + 4)      | 19           | 9,57       |                                                         |
| 1993 | Norwegen Hamar | 8 (4 + 4)      | 19           | 6,63       |                                                         |
| 1995 | Vereinigte Staaten Roseville | 8 (4 + 4)      | 20           | 9,65       |                                                         |
| 1997 | Schweden Fagersta, Grängesberg, Katrineholm, Köping, Otterbäcken, Sandviken, Skövde, Slottsbron, Stockholm, Trollhättan, Vänersborg, Västerås | 9 (5 + 4)      | 25           | 11,28      |                                                         |
| 1999 | Russland Archangelsk | 6              | 20           | 8,45       |                                                         |
| 2001 | Schweden & Finnland Haparanda, Oulu | 7              | 26           | 14,84      | 20 Tore: Michael Carlsson                               |
| 2003 | Russland Archangelsk | 9 (5 + 4)      | 22           | 10,90      |                                                         |
| 2004 | Schweden Grängesberg, Sandviken, Stockholm, Uppsala, Västerås (nur A-WM)                                                                      | 5              | 14           | 9,57       |                                                         |
| 2005 | Russland Kasan | 11 (6 + 5)     | 32           | 12,15      | 18 Tore: Sergei Obuchow                                 |
| 2006 | Schweden Eskilstuna, Gustavsberg, Katrineholm, Linköping, Oxelösund, Stockholm, Västerås                                                      | 12 (6 + 6)     | 37           | 9,37       | 13 Tore: Sergei Obuchow                                 |
| 2007 | Russland Kemerowo | 12 (6 + 6)     | 41           | 10,24      | 15 Tore: David Karlsson                                 |
| 2008 | Russland Moskau | 13 (6 + 7)     | 44           | 9,84       | 15 Tore: Jewgeni Iwanuschkin                            |
| 2009 | Schweden Eskilstuna, Solna, Stockholm, Uppsala, Västerås                                                                                      | 13 (6 + 7)     | 44           | 9,75       | 14 Tore: Joakim Hedqvist Jewgeni Iwanuschkin            |
| 2010 | Russland Moskau | 11 (6 + 5)     | 32           | 13,56      | 14 Tore: Pawel Ryatsantsew Jewgeni Iwanuschkin          |
| 2011 | Russland Kasan | 11 (6 + 5)     | 32           | 10,4       |                                                         |
| 2012 | Kasachstan Almaty | 14 (6 + 5 + 3) | 38           | 10,97      | 12 Tore: Jewgeni Iwanuschkin                            |
| 2013 | Schweden & Norwegen Vänersborg, Trollhättan, Göteborg, Oslo                                                                                   | 14 (6 + 8)     | 41 (20 + 21) | 10,6       | 16 Tore: Patrik Nilsson                                 |
| 2014 | Russland Irkutsk, Schelechow | 17 (8 + 9)     | 41           |            | 11 Tore: Christoffer Edlund (19 Tore: Michael Dunajew)  |
| 2015 | Russland Chabarowsk | 16 (8 + 9)     | 47           |            | 11 Tore: Andrej Kabanow (15 Tore: Michael Dunajew)      |
| 2016 | Russland Uljanowsk, Dimitrowgrad | 18 (8 + 10)    | 47 (20 + 29) |            | 14 Tore: Christoffer Edlund (18 Tore: Michael Dunajew)  |
| 2017 | Schweden Sandviken, Gävle | 18 (8 + 10)    | 47 (20 + 29) |            |                                                         |
| 2018 | Russland & Volksrepublik China Chabarowsk, Harbin                                                                                             | 16 (8 + 8)     |              |            |                                                         |
| 2019 | Schweden Vänersborg | 20 (8 + 12)    |              |            |                                                         |

## Ewiger Medaillenspiegel
Rechnet man die Medaillen der Mannschaften seit der Weltmeisterschaft 1957 zusammen, ergibt sich folgender Stand (Stand nach der Weltmeisterschaft 2014; Anmerkung: Die Medaillen der Sowjetunion (14-2-1) wurden für Russland in die Wertung genommen):
| Land       | Gold | Silber | Bronze |
| ---------- | ---- | ------ | ------ |
| Russland   | 26   | 11     | 2      |
| Schweden   | 12   | 19     | 8      |
| Finnland   | 1    | 8      | 22     |
| Norwegen   | —    | 1      | 1      |
| Kasachstan | —    | —      | 6      |